# Henry Johnson (Jazzmusiker)
Henry Johnson (* 28. Januar 1954 in Chicago, Illinois) ist ein amerikanischer Gitarrist des Rhythm and Blues und des Fusionjazz.

## Leben und Wirken
Johnson, der in Chicago und in Memphis aufwuchs, begann als Zwölfjähriger mit dem Gitarrenspiel. Nachdem er zunächst Gospelmusik gespielt hatte, wendete er sich 1969 der Soulmusik zu und spielte mit Isaac Hayes. In den nächsten Jahren erwarb er sich Anerkennung in der Szene auf Chicagos South Side. Es folgten Tourneen mit Jack McDuff (1976) und Donny Hathaway (1977). Auch arbeitete er mit Sonny Stitt, Shirley Scott, Hank Crawford und mit Richard „Groove“ Holmes. 1979 wurde er Mitglied der Band von Ramsey Lewis, wo er bis 1983 blieb. Joe Williams, mit dem er schon früher gespielt hatte, holte ihn 1985 in seine Gruppe. 1983 hatte er seinen ersten Hit „Johnsonation“ (allerdings lokal begrenzt); ein erstes Album folgte erst 1986. Sein nächstes Album, You’re the One (1987), wurde für einen Grammy nominiert. Weitere eigene Platten zeigten ihn im Spannungsfeld zwischen Jazz und Rhythm and Blues und rückten teilweise an die Spitze der Charts vor.
Außerdem arbeitete Johnson häufig mit Stanley Turrentine, Jimmy Smith, Nancy Wilson, Marlena Shaw, Angela Bofil, Grover Washington Jr., Dizzy Gillespie, Billy Taylor, Freddie Hubbard oder Richie Cole. Weiterhin war er mit den Boston Pops, James Moody, David Fathead Newman, Terry Gibbs, Bobby Watson, Nicholas Payton, Javon Jackson, Vanessa Rubin, Donald Harrison und Norman Simmons (The Art of Norman Simmons, 2000) zu hören.

## Diskographische Hinweise
- Future Excursions (1988)
- You’re the One (1987)
- Never Too Much (1990)
- An Evening at Sea (1999)
- Organic (2003, mit Nancy Wilson)

## Lexigraphische Einträge
- Martin Kunzler: Jazz-Lexikon. Band 1: A–L (= rororo-Sachbuch. Bd. 16512). 2. Auflage. Rowohlt, Reinbek bei Hamburg 2004, ISBN 3-499-16512-0.